# 淮南高新技术产业开发区
淮南高新技术产业开发区是位于中华人民共和国安徽省淮南市田家庵区的一个开发区。园区2018年被国务院批复为国家高新技术产业开发区。
淮南高新技术产业开发区位于淮南市田家庵区。也是安徽省第六个国家级高新区。
2021年，高新区的显示类产业园开始启用。目前淮南市高新区也是新能源汽车的产区。

## 行政区划
下辖以下地区：
史院村、涧坝村、瓦杨村、尹祠村、仇嘴村、庞岗村、闫阳村、联湖村和邵庄村。